# 2016년 북인도양 사이클론

## 사이클론 이름
| - 제1호 로아누 - 제2호 칸트 | - 제3호 나다 - 제4호 바르다 |

## 같이 보기
- 2016년 북대서양 허리케인
- 2016년 동태평양 허리케인
- 2016년 태풍